# Llanquihue (ciutat)
Llanquihue és una ciutat de la província homònima a la regió de Los Lagos, al sud de Xile. Se situa a la riba del llac Llanquihue, el segon més gran del país, i davant del volcà Osorno, a 27 km de Puerto Montt, entre les ciutats de Puerto Varas (7 km) i Frutillar (19 km). L'any 2017, segons el cens, tenia 17.591 habitants.
La comuna rep el seu nom a partir del llac, del mapudungun llanquyn-we, «lloc on capbussar-se a l'aigua».
La ciutat compta amb un complex sistema hídric, compost per una vora lacustre, el naixement del riu Maullín i un sistema d'aiguamolls urbans d'aigua dolça. Antigament el Riu Maullín desembocava per molts braços i hi havia un sistema d'aiguamolls. De fet, Llanquihue era un gran aiguamoll que es va anar emplenant per donar pas a urbanitzacions. Els pocs aiguamolls urbans que encara existeixen a la ciutat es troben greument deteriorats i amenaçats.

## Pobles i localitats de la comuna

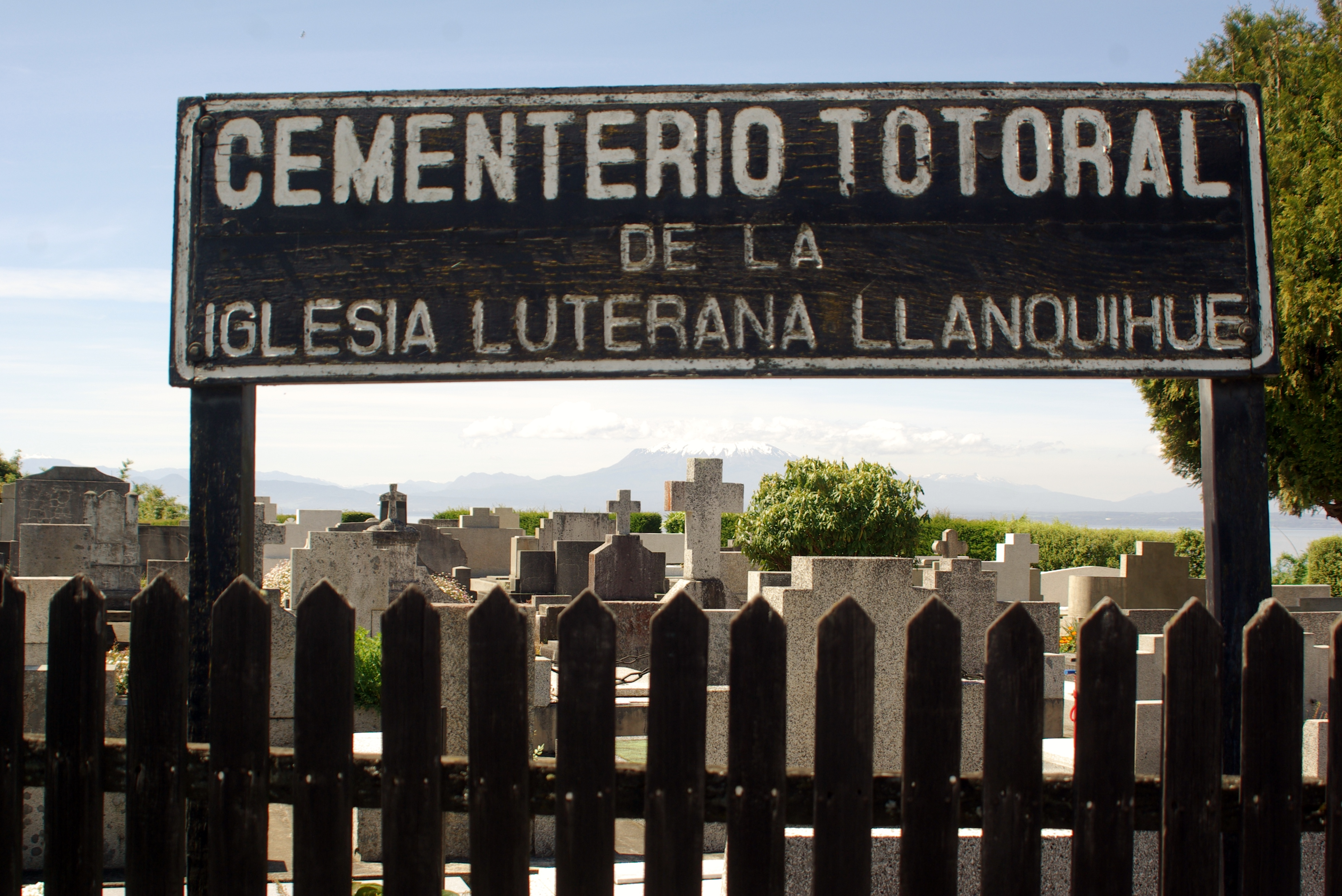
Cementiri de l'Església luterana de Llanquihue, situat a Totoral

Entre els poblats que pertanyen a la jurisdicció de la comuna figuren:
- Los Pellines: accessible des de Ruta 5 a 7 km al Nord de Llanquihue
- Loncotoro: sector rural situat a 18 km al ponent de Llanquihue. El seu accés és a través de la Ruta V 40.
- Colegual: situat a 39 km al ponent de Llanquihue. S'hi accedeix a través de la Ruta V 370
- Totoral: Emplaçat a 5 km al nord de Llanquihue. S'hi accedeix per la Ruta 5 o Ruta V 155 (Ruta Inter Lagos)
- Colonia Los Indios: a 15 km al ponent Llanquihue per la Ruta V 40.